# Bergasa
Bergasa es un municipio de la comunidad autónoma de La Rioja (España). Está situado en la Rioja Baja,  a 10 km de Arnedo (la cabecera de comarca) y a 45 km de la capital, Logroño.

## Historia
Bergasa pertenecio al municipio de Arnedo, tal y como se documenta en las reales concesiones de independencia que se conversan en el Archivo de los Duques de Frías y, por lo tanto, se regía por el fuero de Arnedo otorgado a finales del siglo X.
En el siglo XII pasó a formar parte, junto a Arnedo, al reino de Aragón (Tratado de Nájera, 1122) en tiempos de Alfonso I el Batallador. Tras la muerte de este rey,  fue ocupada en 1134 por el monarca Alfonso VII. En 1148 fue, entregada al rey navarro García Ramírez, como feudatario del monarca del reino de Castilla.
El rey navarro Sancho el Sabio se apoderó de Arnedo, pero su sucesor, Sancho VII el Fuerte, lo restituyo a Alfonso VIII como consecuencia de las treguas de Guadalajara en 1198.
Enrique de Trastámara o Enrique II “el de las Mercedes” tras su coronación en 1366, concedió este señorío al caballero francés, de la Bretaña, Bertrand du Guesclin  por su ayuda contra Pedro “el Cruel”. Sin embargo, los de Bergasa no vieron bien que su señor fuera francés y parodiando al conde de Benavente, que quemó su palacio donde obligatoriamente tuvo que dar hospedaje a un traidor, abandonaron casas, tierras y bienes. El hecho hizo a Don Bertrán,  vender el señorío a los bergaseños. En 1379, los bergaseños se redimieron del señorío del francés por la cantidad de dos mil dobles castellanas. Bergasa desde entonces estuvo vinculada a Don Pedro Fernández de Velasco, camarero mayor del reino y condestable de Castilla, con a unos doscientos municipios bajo su vínculo en toda España.
El 12 de noviembre de 1664, once años después de que Felipe IV concediera el título de ciudad a Arnedo, María de Austria concedió a Bergasa el título de villa, dejando de ser aldea de Arnedo, lo cual llevó a Bergasa a pleitear con este por sus lindes. Llegó a tener 29 beneficiados y una fama de villa próspera que traspasaba las fronteras de La Rioja.
En el Diccionario Geográfico - Histórico de La Rioja o toda la provincia de Logroño y algunos pueblos de la de Burgos, elaborado por Ángel Casimiro de Govantes en 1846, Bergasa aparece como "Vergasa" y se dice que entonces producía, legumbres, pastos y ganados y que en el siglo XIX tenía 99 vecinos y 439 almas.
En 1980 Bergasa no tenía agua corriente en las viviendas, aunque tenía concedida por el Gobierno de La Rioja una subvención para la red de abastecimiento. Pero una buena parte de los gastos corren a cargo del Ayuntamiento. Las calles de Bergasa estaban en su mayor parte sin pavimentar; los recursos del Ayuntamiento eran pobres. Había alumbrado público y teléfono automático. Los servicios sanitarios venían de Arnedo y contaban con un botiquín de urgencia instalado en el Centro Rural de Higiene.

## Geografía humana

### Demografía
Cuenta con una población de 170 habitantes (INE 2024).
| Gráfica de evolución demográfica de Bergasa entre 1842 y 2021 |
| |
| Población de derecho según los censos de población del INE Población de hecho según los censos de población del INEEntre el censo de 1940 y el anterior, crece el término del municipio porque incorpora a 26501 (Carbonera) |

Hasta los años 50 Bergasa fue un pequeño municipio de unos 600 habitantes, de los cuales unos 30 habitaban en la aldea de Carbonera. Pero desde mediados de los años 60 al igual que ocurrió en la gran mayoría de los municipios españoles, hubo un gran éxodo rural a las ciudades que provocó un descenso estrepitoso de su población, perdiendo dos terceras partes de su población en 30 años. 
Desde entonces, sus malas comunicaciones con la capital, así como la falta de servicios públicos provocados por el descenso de población, han supuesto un continuado descenso de la población, aunque de manera más leve. Este descenso ha llevado consigo un envejecimiento de la población ante la falta de oportunidades laborales en la localidad. El leve aumento de la población de Carbonera en los últimos 10 años tampoco ha servido para cambiar la tendencia general del municipio.

### Población por núcleos
Desglose de población según el Padrón Continuo por Unidad Poblacional del INE.
| Núcleos   | Habitantes (2014) | Varones | Mujeres |
| --------- | ----------------- | ------- | ------- |
| Bergasa   | 151               | 82      | 69      |
| Carbonera | 6                 | 4       | 2       |

## Administración
| Periodo   | Nombre                       | Partido                 |
| --------- | ---------------------------- | ----------------------- |
| 1979-1983 | Víctor Amador Ramírez Bretón | Agrupación de Electores |
| 1983-1987 | Víctor Amador Ramírez Bretón | AP                      |
| 1987-1991 | Miguel Ángel Argaiz Ramírez  | AP                      |
| 1991-1995 | Miguel Ángel Argaiz Ramírez  | PP                      |
| 1995-1999 | Emiliano Eguizábal Argaiz    | PP                      |
| 1999-2003 | Emiliano Eguizábal Argaiz    | PP                      |
| 2003-2007 | Ángel Ferrero Chimeno        | PP                      |
| 2007-2011 | Ángel Ferrero Chimeno        | PP                      |
| 2011-2015 | Ángel Ferrero Chimeno        | PP                      |
| 2015-2019 | Ángel Ferrero Chimeno        | PP                      |
| 2019-2023 | Ángel Ferrero Chimeno        | PP                      |
| 2023-act. | Luis Argaiz Eguizábal        | PP                      |

## Economía
La economía de Bergasa está basada en la ganadería, agricultura, e industrias.
Dentro de la ganadería destaca el único rebaño de ovejas que se mantiene en la localidad con aproximadamente un total de 800 cabezas de ganado.
La agricultura está basada en los viñedos habiendo en la localidad un total de 850 hectáreas, en el almendro con un total de 500 hectáreas, en el olivar con un total de 50 hectáreas y en el cereal con un total de 300 hectáreas. Las hectáreas del monte incluyendo carrasco y pino son 880 hectáreas. También hay hectáreas de pasto que llegan a ser unas 300.
La industria cuenta con un taller metálico incluyendo la venta de maquinaria agrícola y una quesería. También hay trabajadores autónomos dedicados a la electricidad, carpintería y fontanería respectivamente. Hay una empresa dedicada a la producción de quesos de leche de oveja o de cabra.

### Evolución de la deuda viva
El concepto de deuda viva contempla sólo las deudas con cajas y bancos relativas a créditos financieros, valores de renta fija y préstamos o créditos transferidos a terceros, excluyéndose, por tanto, la deuda comercial.
| Gráfica de evolución de la deuda viva del ayuntamiento entre 2008 y 2014                             |
| |
| Deuda viva del ayuntamiento en miles de Euros según datos del Ministerio de Hacienda y Ad. Públicas. |

La deuda viva municipal por habitante en 2014 ascendía a 796,18 €.

## Arte y patrimonio

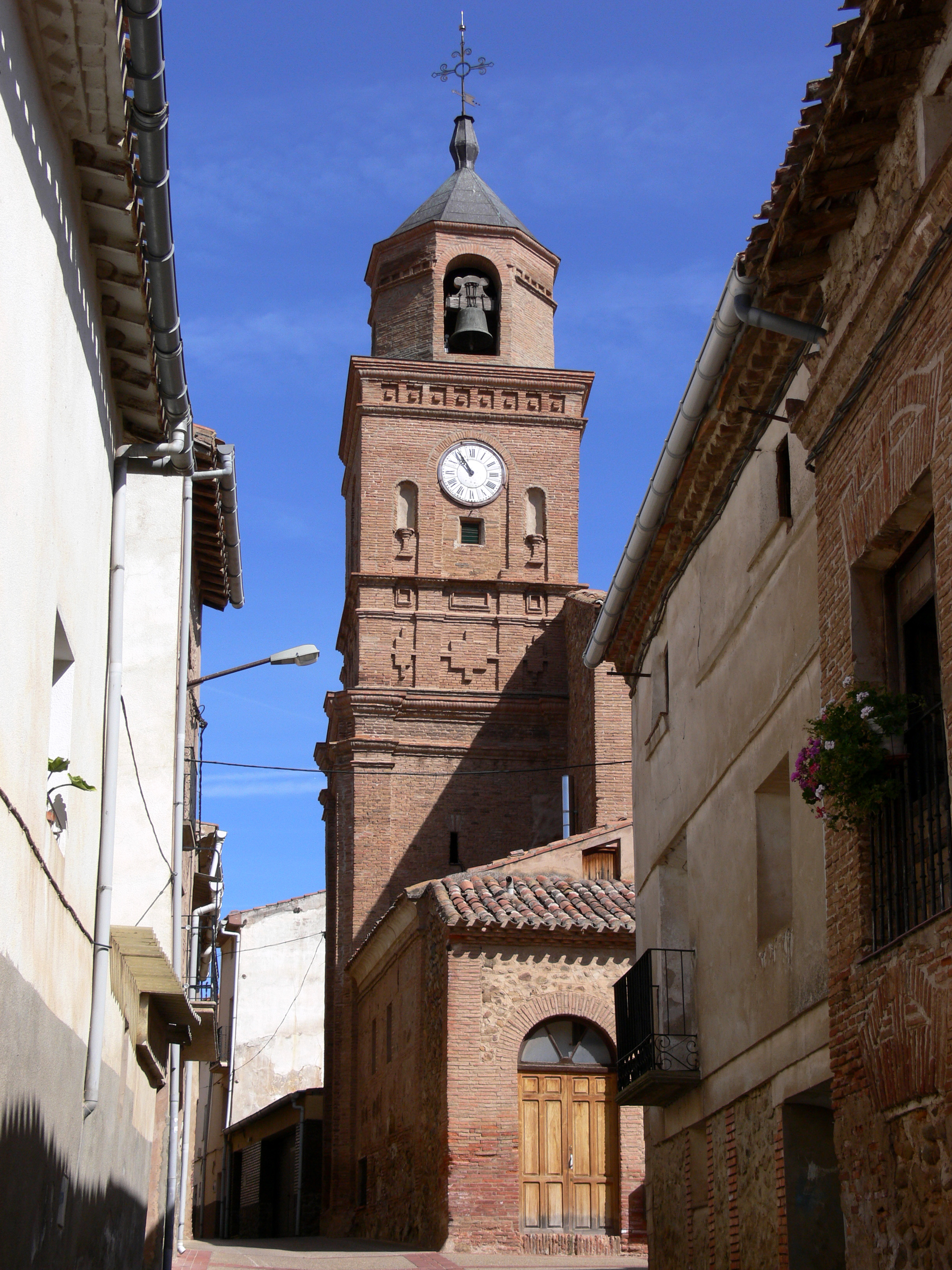
Iglesia de la Asunción

### Iglesia parroquial de Nuestra Señora de La Asunción
Barroca, del siglo XVII. Construcción en mampostería y sillarejo encadenado con ladrillo. Nave de 4 tramos y cabecera cuadrangular. En el lado del Evangelio, capillas entre los contrafuertes de los tres primeros tramos; en el de la epístola, capillas es los dos primeros tramos e ingreso de medio punto en el tercero. Coro alto sobre lunetas a los pies. Al sur de la cabecera, sacristía cubierta por una cúpula. Orientada al norte, torre de tres cuerpos edificada en ladrillo, inaugurada el 12 de septiembre de 1668, obra del vecino de Aldeanueva de Ebro, Juan Martínez. El cuerpo superior es ochavado y el segundo presenta las hornacinas características del citado constructor, también existentes en las torres de Alfaro. En el interior puede admirarse una talla hispano-flamenca de la Virgen del Prado, de madera policromada y de estilo gótico, datada en el siglo XV.
- Ayuntamiento de Bergasa.

### Ermita de los Dolores
Situada junto al cementerio se construyó en mampostería encadenada con ladrillo durante los siglos XVII y XVIII y reformada en el siglo XX.
Es una ermita con nave de dos tramos, con planta de cruz griega y sobre ella, una cúpula con linterna octogonal de ladrillo. El crucero está cubierto por una cúpula sobre pechinas y el resto de la nave, con lunetas. La fachada de sillería, está rematada por un campanil de espadaña y el acceso se realiza por una portada adintelada bajo una hornacina vacía. 
Fue ordenada construir por Juan Iñigo Arnedo, obispo de Pamplona y natural de la villa.

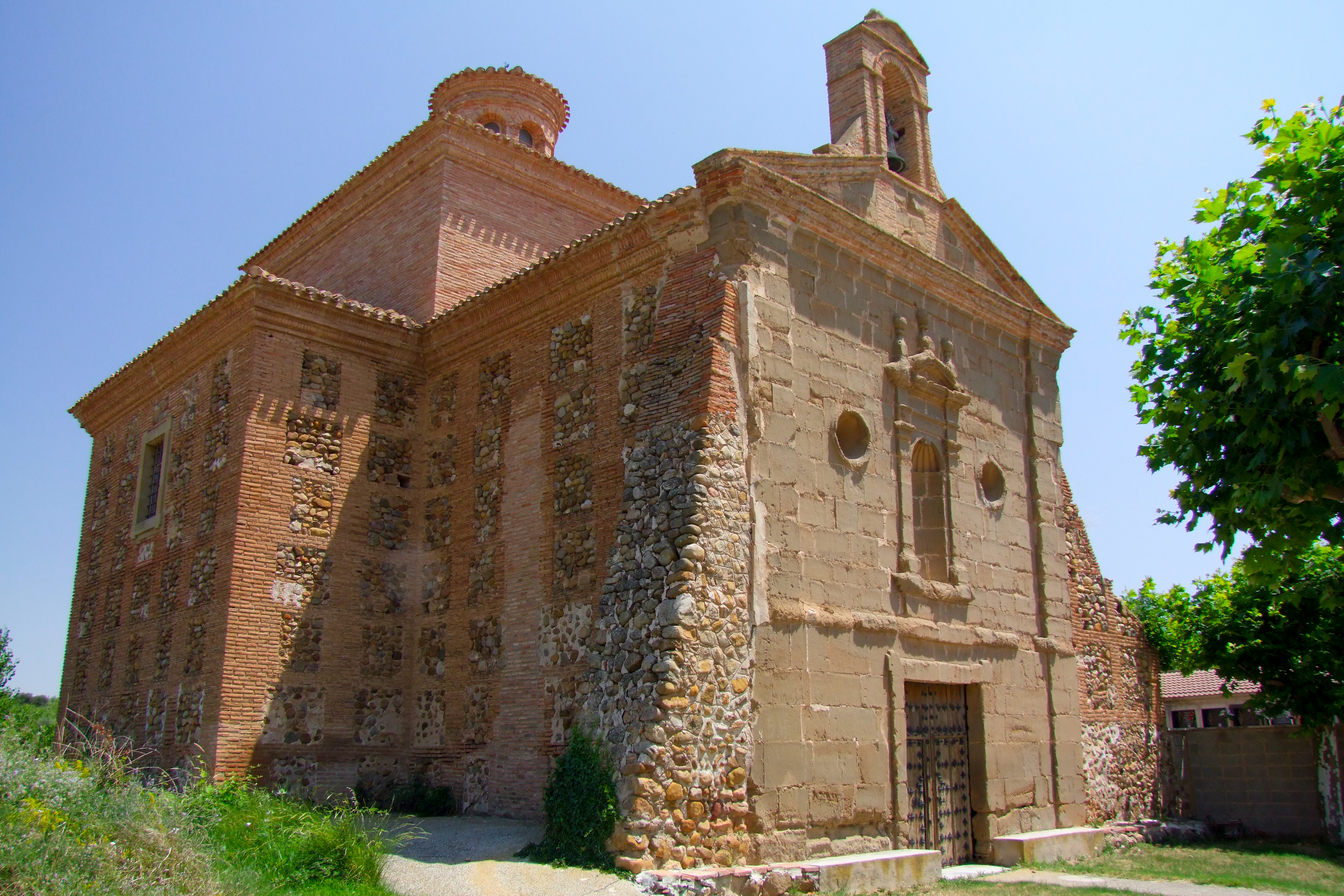
Ermita de Santa María de los Dolores.

## Personas destacadas
- Juan Íñiguez Arnedo: Obispo de Pamplona y promotor de la ermita de los Dolores.
- Francisco Fernández Sarabia: Teólogo
- Marcos Argáiz: Consejero del Reino de Castilla.
- Domingo Bretón Ruiz de Bucesta: Capitán de granaderos, nombrado caballero de Santiago en 1720.